# 让-巴蒂斯特·科菲纳尔
皮埃尔-安德烈·科菲纳尔-迪巴伊（法語：Pierre-André Coffinhal-Dubail，法語發音：[pjɛʁ ɑ̃dʁe kɔfinal dybaj]，1762年11月7日—1794年8月6日），人称让-巴蒂斯特·科菲纳尔（法語發音：[ʒɑ̃ batist kɔfinal]），法国大革命时期的政治人物，1794年熱月政變後处决于断头台。